# TRIX (バンド)
TRIX（トリックス）は、日本のフュージョンバンド。キングレコード所属。

## 特徴
2001年9月に京都RAGで行われた「須藤満ウルトラセッション」のメンバーを母体とする。名前を変更しつつも幾度かライブが行われ、2004年に平井武士が加入してからバンド名を「TRIX」に固定し、活動を開始。バンド名は、楽曲やパフォーマンスにコミカルな要素や仕掛け的要素が多く含まれていることから、英単語の「TRICK」をもじって付けられた。
元カシオペアの熊谷徳明と元T-SQUAREの須藤満というリズムセクションを基盤とした卓越した演奏テクニックはもとより、楽曲に対する「遊び」やファンサービスも兼ね備えたステージパフォーマンスを披露している。特にライブでは「電動ヅラ」を被って演奏、ソロやアンコールで客席乱入、曲中にステップを踏む・踊る、MCが長いなどコミカルな要素も多い。リーダーの熊谷は「ハイパーテクニカルコミックフュージョンサービス団体」と称している。
2020年頃よりシンガーソングライターのMayuがアルバムのプロデュースをサポートやコーラスに、熊谷との共同名義「M.C.」で曲作りに参加している。

## 沿革
- 2004年、TRIXとしてバンド活動始動。
- 2011年、平井武士が音楽性の違いから脱退。菰口雄矢が加入。
- 2012年、窪田宏が脱退。
- 2013年、AYAKIが加入。
- 2016年、菰口が音楽性の違いにより脱退。また、熊谷のジストニアのため活動のペースをスローダウン[2]。
- 2017年、佐々木秀尚が加入。
- 2021年、同年末でAYAKIが脱退[3]。
- 2022年3月15日、公式YouTubeチャンネル開設。
- 2024年、バンド活動20周年を迎え、記念アルバムをリリース。

## メンバー
| 名前       | パート                  | 備考           |
| ---------- | ----------------------- | -------------- |
| 熊谷徳明   | ドラム、リーダー        | 元カシオペア   |
| 須藤満     | ベース                  | 元T-SQUARE     |
| 佐々木秀尚 | ギター                  | 有形ランペイジ |
| 小野塚晃   | キーボード （サポート） | 元DIMENSION    |

### 元メンバー
| 名前     | パート                  | 活動歴          | 備考               |
| -------- | ----------------------- | --------------- | ------------------ |
| 平井武士 | ギター                  | 2004年 - 2011年 |                    |
| 窪田宏   | キーボード              | 2004年 - 2012年 |                    |
| 菰口雄矢 | ギター                  | 2011年 - 2016年 | 元TRI-Offensive    |
| AYAKI    | キーボード              | 2013年 - 2021年 | AYAKI Experimental |
| 宇都圭輝 | キーボード （サポート） | 2021年 - 2024年 | HoneyWorks         |

## ディスコグラフィ

### アルバム
- INDEX（2004年4月21日、KICJ-470）
- MODE（2005年5月23日、KICJ-486）
- ART（2006年6月21日、KICJ-506）
- FORCE（2007年6月27日、KICJ-519）
- STYLE（2008年6月25日、KICJ-538）
- FANTASTIC（2009年6月24日、KICJ-563）
- FEVER（2010年6月23日、KICJ-586）
- IMPACT（2011年7月6日、KICJ-614）
- POWER（2012年6月27日、KICJ-640）
- DELUXE（2013年6月26日、KICJ-655）
- TRICK（2014年6月25日、KICJ-675）
- 十二支（2015年6月24日、KICJ-696）
- EVOLUTION（2016年6月22日、KICJ-752）
- FORTUNE（2017年10月25日、KICJ-773）
- FESTA（2018年8月22日、KICJ-808）
- ECCENTRIX（2019年8月21日、KICJ-829）
- PRESENT（2020年8月26日、KICJ-841）
- RING（2021年8月25日、KICJ-848）
- MIRACLE（2022年8月24日、KICJ-858）
- PARADE（2023年8月23日、KICJ-865〜6（2枚組））
- BUILD UP（2024年9月4日、KICJ-872〜3（2枚組））

### ベストアルバム
- BESTRIX（2008年11月26日、KICJ-548）
- Re:TRIX（2013年11月6日、KIZC-207）

### カバーアルバム
- CoverX（2021年12月22日、KICJ-857） - アニソン・カバーアルバム[4]

### DVD / Blu-ray Disc
- TRIX LIVE in TOKYO 2007（2007年12月27日、KIBM-157 / - ）
- TRIX 2010 LIVE FEVER!!!!（2011年1月26日、KIBM-261 / - ）
- TRIX DELUXE LIVE 2013!!!!（2014年2月5日、KIBM-420 / - ）
- TRIX EVOLUTION TOUR FINAL in TOKYO 2016（2017年2月22日、KIBM-619 / KIXM-262）
- LIVE in Tokyo 2018 feat. Yucco Miller（2019年2月27日、KIBM-775 / KIXM-362）

## タイアップ
- Bon Voyage（テレビ朝日「GET IN ! ゴルフチャンネル」テーマ曲）
- Passion（2007年1月 - 、テレビ朝日系「サンデースクランブル」テーマ曲）

## メディア出演
映画
- I am 日本人（2006年、ギャガ・コミュニケーションズ、制作総指揮：森田健作）

テレビ番組
- MA HEADLINES（ミュージック・エア）[5] ※リピート放送あり（不定期）
  - ＃418（2019年8月17日初回放送） - 熊谷、AYAKIが出演
  - ＃512（2023年9月2日初回放送） - 熊谷、佐々木が出演
  - ＃542（2024年9月7日初回放送） - 熊谷、ゲストプレイヤー小野塚晃が出演